# Ильинское-Хованское
Ильи́нское-Хова́нское — посёлок городского типа в Ивановской области, административный центр Ильинского района и Ильинского городского поселения.

## География
Посёлок расположен в западной части Ивановской области. Площадь территории посёлка составляет 415,7 га. Он находится в 90 км к западу от Иваново.

### Рельеф и гидрология
Посёлок расположен на возвышенности в верховьях реки Сахта, на берегу Большого пруда (площадь более 4 га). Рельеф холмистый; окружающие холмы носят названия гора Зимилиха, гора Тараканиха и гора Алёшина. В посёлке имеется множество прудов, а также болотистые участки, преимущественно в северной и северо-восточной частях. Отмечается наличие трёх родников с водой разного качества: пресной, солёной и содержащей болотную руду.

### Геология
С тектонической точки зрения территория расположена над южным крылом Московской впадины. Четвертичные отложения (ледниковые образования) залегают поверх известковых и глинистых пород мелового возраста. Грунтовые воды встречаются на глубине 1,2—2,6 м от поверхности.

### Климат
Климат умеренно континентальный, характеризуется холодной многоснежной зимой и умеренно жарким летом. Среднегодовая температура воздуха составляет +3,0 °C. Среднее количество осадков — 593 мм в год. Преобладают ветры южного и юго-западного направлений. Средняя высота снежного покрова составляет 57 мм.

### Почвы
Преобладают дерново-подзолистые почвы (средне- и легкосуглинистые), характеризующиеся невысоким плодородием и часто находящиеся в переувлажнённом состоянии.

## История

### Основание и ранние владельцы
Согласно трудам историка А. А. Титова, в Средние века на месте села располагался терем ростовского уездного князя Силобая, а позже им владел Роман Владимирович, сын Владимира Мономаха. Основание села относят к XII веку, связывая его с постройкой деревянной церкви Ильи Пророка. Древнейшим рукотворным объектом считается пруд Погарки, предположительно упомянутый в писцовой книге 1629—1631 годов как «село Ильинское при пруде».

### XVII—XIX века
Первое письменное упоминание датируется 1619 годом, когда царь Михаил Фёдорович пожаловал село князю Дмитрию Пожарскому. В 1731 году была возведена каменная церковь Илии Пророка в стиле барокко.
Во второй половине XVIII века село перешло к князю Петру Варфоломеевичу Хованскому, получив своё двойное название. В середине XVIII века по указанию князя Никиты Андреевича Хованского был выкопан Большой пруд. После смерти П. В. Хованского имение перешло к генералу А. П. Нечаеву, а затем в казну, что привело к крестьянскому волнению 1789 года. Волнения были подавлены после перехода села к князю Юрию Хованскому.
В 1775 году Ильинское-Хованское стало центром волости Ростовского уезда. В 1819 году на центральной площади был построен тёплый храм Святого Харлампия в стиле позднего классицизма. Весь исторический ансамбль центра был утрачен в советское время.

### XX век и современность
10 июня 1929 года Ильинское-Хованское стало административным центром новообразованного Ильинского района. В 1979 году оно получило статус посёлка городского типа.

## Население
| 1859  | 1897  | 1914  | 1939  | 1959  | 1970  | 1979  | 1989  | 2002  |
| ----- | ----- | ----- | ----- | ----- | ----- | ----- | ----- | ----- |
| 881   | ↗1335 | ↗1500 | ↗1907 | ↗2221 | ↗2474 | ↗3433 | ↗4261 | ↘3768 |
| 2009  | 2010  | 2012  | 2013  | 2014  | 2015  | 2016  | 2017  | 2018  |
| ↘3525 | ↘3426 | ↘3302 | ↘3197 | ↘3161 | ↘3111 | ↘3046 | ↘2979 | ↘2932 |
| 2019  | 2020  | 2021  |       |       |       |       |       |       |
| ↘2840 | ↘2825 | ↗3092 |       |       |       |       |       |       |

Демографическая ситуация характеризуется естественной убылью населения и оттоком трудоспособных жителей и молодёжи в крупные города (Иваново, Ярославль, Москва). В посёлке преобладает значительная доля пенсионеров.
Национальный состав
По итогам переписи населения 2020 года проживали следующие национальности (национальности менее 0,1% и другое, см. в сноске к строке «Другие»):
| Национальность | Численность, чел. | Доля    |
| -------------- | ----------------- | ------- |
| Русские        | 2735              | 88,45%  |
| Таджики        | 189               | 6,11%   |
| Армяне         | 29                | 0,94%   |
| Чеченцы        | 23                | 0,74%   |
| Табасараны     | 16                | 0,52%   |
| Украинцы       | 12                | 0,39%   |
| Аварцы         | 6                 | 0,19%   |
| Грузины        | 5                 | 0,16%   |
| Чуваши         | 4                 | 0,13%   |
| Другие         | 73                | 2,37%   |
| Итого          | 3092              | 100,00% |

## Экономика
По удельному весу в экономике посёлка ведущее место занимает сельское хозяйство. Основные виды продукции: молоко, мясо, зерновые культуры, молочные продукты. Второе место занимает производство и распределение электроэнергии, газа и воды, третье — обрабатывающее производство.
Основные предприятия посёлка:
- ЗАО «Ильинское» (сельское хозяйство);
- ПО «Ильинское» (производство хлеба и хлебобулочных изделий);
- ОАО «Ильинская МПМК» (строительная организация)[3].

Торговая сеть представлена 18 магазинами розничной торговли. Работает одно предприятие общественного питания (столовая на 100 мест) и кафе-бар.

## Социальная инфраструктура

### Жилой фонд
Наибольший удельный вес в структуре жилого фонда занимает частный сектор. По данным Генерального плана (2013 год), общее количество домов составляло 1011, из них 969 — частные дома и 42 — многоквартирные. Большинство домов усадебного типа деревянные и не отвечают современному уровню благоустройства.

### Образование
В посёлке функционируют:
- Средняя общеобразовательная школа (в 2010—2011 учебном году — 237 учащихся, 26 учителей);
- Начальная общеобразовательная школа (8 классов, 13 педагогов);
- Детский комбинат (детский сад);
- Музыкальная школа (на 2013 год — 33 ученика)[3].

### Здравоохранение и услуги
Медицинское обслуживание обеспечивает МУЗ «Ильинская ЦРБ» (Центральная районная больница) и поликлиника. Работают две аптеки и ветеринарная станция. Функционирует Ильинский социально-реабилитационный центр для несовершеннолетних.
В посёлке расположены отделения Россельхозбанка и Северного банка СБ РФ, отделение почтовой связи (ул. Революционная, 2), пожарная часть, а также предприятия бытового обслуживания (ремонт обуви, пошив одежды, парикмахерская).

## Культура и спорт
- Ильинский краеведческий музей. Размещается в здании бывшего волостного управления (XVIII век). Фондовое собрание насчитывает более 15 тысяч единиц хранения[3].
- Дом Культуры (ул. Революционная, д. 1). Включает зрительный зал на 360 мест, спортзал, дискозал. На его базе работают 24 клубных формирования и 5 народных коллективов[3].
- Ильинский дом ремёсел. Работают 6 студий (художественная обработка дерева, лоскутная техника, плетение из бересты и др.)[3].
- Ильинская центральная библиотека (ул. Первомайская).
- Спортивные объекты: 2 спортивных зала (при образовательных учреждениях) и 4 плоскостных физкультурно-спортивных сооружения[3].

## Архитектура и планировка
Историческая планировка, сложившаяся к середине XIX века, имеет чёткую структуру с прямоугольной центральной площадью в качестве ядра. Историческая застройка (конец XIX — начало XX века) — одно- и двухэтажная, кирпичная или смешанная, выполнена в стилях позднего классицизма и эклектики. Характерны жилые дома, совмещённые с торговыми лавками.
Комплекс исторической застройки села Ильинское-Хованское является выявленным объектом культурного наследия и включает жилые дома по адресам:
- ул. Революционная, д. 4, 6, 8, 18, 26;
- ул. Первомайская, д. 4, 19, 23;
- ул. Красная, д. 5, 6, 9, 13, 15;
- ул. Советская, д. 4;
- ул. Колхозная, д. 3;
- ул. Кооперативная, д. 2, 5, 6[3].

## Достопримечательности
- «Дом Хованского» — двухэтажное здание, построенное в первой половине XIX века на месте усадьбы князя П. В. Хованского[28].
- Церковь Николая Чудотворца — действующий деревянный храм, построенный в 2004 году[29].
- Исторические пруды.
  - Пруд Погарки — древнейший пруд посёлка, предположительно упоминается в писцовой книге 1629—1631 годов[5].
  - Большой пруд — выкопан в середине XVIII века по указанию князя Никиты Андреевича Хованского[5].
  - Старостин пруд — выкопан во второй половине XVIII века бурмистром Онисимом Мягковым-Пшеничновым[5].

## Транспорт
Через посёлок проходит автомобильная дорога регионального значения Ростов — Иваново — Нижний Новгород. Посёлок связан автобусным сообщением с Иваново (90 км), Тейково (50 км), Ростовом Великим (30 км). Железнодорожное сообщение отсутствует; ближайшие станции находятся в Тейково и Ростове (около 53 км). Внутренний общественный транспорт отсутствует ввиду малых размеров посёлка.
Основными транспортными магистралями являются улицы Красная и Советская. Асфальтированные тротуары проложены только на центральных улицах (Революционная, Первомайская, Школьная, Луговая).

## Инженерная инфраструктура
Водозабор для централизованного водоснабжения осуществляется из 7 артезианских скважин. Посёлок полностью газифицирован природным газом, имеется газовая распределительная станция. Теплоснабжение многоквартирных домов и социальных объектов осуществляется от централизованных котельных, частный сектор использует индивидуальные источники тепла (газ, уголь, печное отопление).